# 机动战士GUNDAM SEED FREEDOM
《机动战士高达SEED FREEDOM》（MOBILE SUIT GUNDAM SEED FREEDOM）是一部由日本万代南梦宫影像制作的動畫電影，也是日本动画高达系列作品之一。本片由《机动战士GUNDAM SEED》系列导演福田己津央执导，兩澤千晶等人负责编剧，佐橋俊彥提供配乐制作并由萬代南夢宮影像製作负责动画制作。前两部电视动画中登场的角色及其配音演员悉数回归，仅女主角之一的卡佳里·由拉·阿斯哈的配音从前作的进藤尚美改成了森奈奈子。
作为《机动战士GUNDAM SEED DESTINY》的续作，本片故事发生在宇宙纪元75年。前作主人公基拉·大和等人在依然动乱的世界下加入以拉克絲·克萊因为首任总裁的世界和平监察组织“羅盤”，介入世界各地的战火中。在新兴势力“Foundation”提出与“羅盤”联手讨伐战火背后的蓝色宇宙后，基拉·大和等人也逐渐发现“Foundation”的最终目的。最终众人联手制止了“Foundation”企图胁迫世界的计划。
本作自2006年起就开始筹备，但由于主要编剧两泽千晶的健康状况而推迟了制作，两泽千晶在2016年逝世后計劃更一度面臨停擺。最终在2021年于上海舉行的系列20周年纪念活动中本片被宣布重启制作，并于2024年1月26日在日本上映。上映不到三周，本片累计票房就超过《機動戰士GUNDAM III 相逢在宇宙篇》，继而成为高达系列中票房最高的电影作品。

## 概述
制作方在2006年公布将会制作一部《SEED》系列的电影，之后一直没有进一步的消息。然而在2021年，本作被制作方宣布为庆祝SEED系列诞生20周年而设立的新项目《GUNDAM SEED PROJECT ignited》的中心企划，并重新开始制作。随后，在2023年7月2日，电视动画《机动战士高达 水星之魔女 Season2》最终集播出后，宣布将于2024年1月26日上映，電影標題為《机动战士高达SEED FREEDOM》。作为两部《SEED》系列电视动画的续集长篇电影，本作将前两作中的角色重新聚集在一起进行一场最后的战斗。本片全长124分钟。

## 故事

### 背景
在虛構世界宇宙纪元中，人类已经发展成两个亚种：居住在地球上依靠自然孕育诞下的“自然人”；以及经过先天基因调整优化后诞下、为了逃避“自然人”迫害而移民到人造轨道殖民地的“调整者”。两大阵营分别组织了地球联合军以及扎夫特军并展开了相互的激战。在战争中，主人公基拉·大和与儿时伙伴阿斯兰·萨拉一起经历了痛苦与成长。虽然身为遗传学家的P.L.A.N.T.最高评议会议长吉伯特·杜兰朵提出了可以让每个人都强制被赋予合适的社会角色，以期打造一个没有冲突的社会的“命运计划”。但是为了保护人类的希望与未来的自由，众人在战斗中否定了这个计划。然而，两个种族阵营之间的仇恨和冲突依然在世界各地持续不断的延续中。
C.E.75年，由地球至上和宇宙殖民独立分子组成的蓝色宇宙引发了独立运动。地球联邦（大西洋联邦）、P.L.A.N.T.以及奥布为了平息事态，由奥布首长卡佳里·由拉·阿斯哈成的世界和平监察组织“羅盤”，拉克絲·克萊因擔任首任总裁，成员包括共同经历过两次大战的幸存者。基拉·大和以及他的朋友们以“羅盤”成员的身份介入世界各地的战斗。此时，新兴势力“Foundation”提出与“羅盤”联合行动，来进攻蓝色宇宙总部。
作为电影中首次登场的新势力，新兴国家“Foundation”由年轻人担任领导者。该国虽然邀请“羅盤”共同对蓝色宇宙发起行动，但被认为与P.L.A.N.T.有着相当的技术实力，且可能支持“命运计划”。

### 正片
从地球联合成员国之一的欧亚联邦独立出来的新兴国家“Foundation”，提出了共同作战方案以打击从欧亚联邦一侧的国境出入的蓝色宇宙游击队。在受到“Foundation”女王奥拉·玛哈·海贝尔和宰相奥费·拉姆·塔奥的欢迎之后，基拉·大和等人与由“Foundation”近卫师团团长修拉·塞尔彭坦率领的亲卫队黑骑士队共同战斗。但由于黑骑士队的策略而被精神侵蚀的基拉·大和，过于执着于追踪敌方指挥官，因而打破作战前与欧亚联邦的协约（不侵犯欧亚联邦领空），侵入欧亚联邦领土。与此相对应的欧亚联邦军队的发动迎击扩大了战火。而“Foundation”趁着混乱侵入欧亚军队基地发射战术核导弹，使“Foundation”境内受到了巨大的损失。由于基拉·大和无意中的暴举，使得“羅盤”及其支援各国的信用备受打击，成为歼灭对象的基拉·大和搭乘的飞升自由高达、真·飞鸟搭乘的不朽正义高达以及战舰“大天使”号也被黑骑士队的集中攻击而严重破坏。但在几近战败前，基拉·大和等人被阿斯蘭·薩拉驾驶的“紅魔蟹”救出。
“Foundation”女王奥拉·玛哈·海贝尔抹黑“羅盤”的真正目的是展现自己创造出的以奥费·拉姆·塔奥等超越調整者的種族“协调者”为支配层的命运计划。奥拉·玛哈·海贝尔等人以被驱逐出境的受害者为幌子逃入太空，同时带走了拉克丝·克莱因作为计划核心奥费·拉姆·塔奥的伴侣，打算向舆论传播“拉克丝·克莱因放弃了‘羅盤’”的虚假信息。此外，他们与缔结密约的激进派扎夫特叛军合谋，在P.L.A.N.T.本国引起政变的同时，占领月球的联军代达罗斯基地。他们使用在那里修复的前次大战遗留下来的轨道间全方位战略炮“安魂曲”攻击欧亚联邦首都莫斯科迫使各国引进命运计划，并威胁如果各国不从，将通过安魂曲对军事目标和平民进行无差别攻击。
基拉·大和等人从此前独自调查的阿斯蘭·薩拉口中得知奥拉·玛哈·海贝尔的身份及其真正目的后，与逃到奥布的另一艘“羅盤”母舰“千禧年”号一起准备与“Foundation”进行决战。随着掌握到基拉·大和等人动向的“Foundation”对奥布的“安魂曲”攻击逐步逼近，由前大战中基拉·大和等人的乘机改进而来的突擊自由高達貳式、命运高达 規格Ⅱ、脉冲高达 規格Ⅱ，连同作为奥布的象征的晓以及阿斯蘭·薩拉驾驶的紅魔蟹一起被装载进“千禧年”号，一边避开“Foundation”操作下改变了目标的安魂曲的炮击，一边冲进了宇宙。在阿斯蘭·薩拉驾驶突擊自由高達貳式发动佯攻的同时，基拉·大和救出被囚禁于“Foundation”军支配下的宇宙要塞阿尔特米斯内的拉克丝·克莱因。另外，伊扎克·尊路和迪亚卡·艾斯曼把议会成员带去永恒号上躲过激进派扎夫特军的政变，并驾驶机动战士出击支援“千禧年”号和镇压叛军。
基拉·大和、阿斯蘭·薩拉、真·飞鸟以及其恋人露娜玛丽亚·霍克分别换上了自己此前曾驾驶的机体。而“Foundation”方面的奥费·拉姆·塔奥与秘书英格麗德·特拉德爾驾驶黑骑士小队 迦楼罗，修拉·塞尔彭坦驾驶黑骑士小队 湿婆，其他黑骑士成员驾驶黑骑士小队 楼陀罗，与背叛了“羅盤”的阿格尼丝·吉本拉特驾驶的强人奔流，一起阻击基拉·大和等人。在朋友们凭借自己的信念和策略逐步取得胜利时，阿斯蘭·薩拉驾驶的紅魔蟹挡下了致命一击，再次救下基拉·大和，并展现出藏于紅魔蟹内的无限正义高达二式。基拉·大和驾驶的突擊自由高達貳式与拉克丝·克莱因驾驶的支援模块“荣耀捍卫者”组合而成非凡强袭自由高达成功击败了黑骑士小队 迦楼罗。“千禧年”号的攻击严重摧毁了座舰后，垂死的奥拉·玛哈·海贝尔试图再次向奥布发射安魂曲。但就在发射之前，真·飞鸟接下來自晓的换装新装备挡住了安魂曲。
尽管“Foundation”的野心已被粉碎，但战火并没有消失。基拉·大和、拉克丝·克莱因和他们的朋友与彼此的亲人找到了暂时的和平。

## 作品解说
本片有着十分明快的起承转合叙事流程。“爱”以及“资格和价值”是本片的主题。

## 制作
| 企劃、動畫製作 | 万代南梦宫                                                                      |
| 原作           | 矢立肇、富野由悠季                                                              |
| 監督           | 福田己津央                                                                      |
| 劇本           | 两泽千晶、后藤柳、 福田己津央                                                   |
| 角色設計       | 平井久司                                                                        |
| 機械設定       | 大河原邦男、山根公利、 宫武一贵、阿久津润一、 新谷学、禅芝、 射尾卓弥、大河广行 |
| 机械作畫監督   | 重田智                                                                          |
| 美術監督       | 池田繁美、丸山由纪子                                                            |
| 色彩設計       | 长尾朱美                                                                        |
| 攝影監督       | 葛山刚士、丰冈茂纪                                                              |
| CGI 導演       | 佐藤光裕、櫛田健介、 藤江智洋                                                   |
| 編輯           | 野尻由纪子                                                                      |
| 音响指導       | 藤野貞義                                                                        |
| 音樂           | 佐橋俊彦                                                                        |
| 制作人         | 仲寿和                                                                          |
| 動畫製作       | 万代南梦宫电影制作                                                              |
| 發行           | 万代南梦宫电影制作、 松竹ODS事业部                                              |

最早在2006年5月，制作方就曾在“索尼音乐动画节’06”上宣布将制作一部《SEED》系列的动画电影。日升制作室也开放了官方网站“X” plosion GUNDAM SEED。同时在动画杂志《月刊Animage》和《月刊Newtype》中作为封面文章刊登。这部电影同电视剧动画一样，导演是福田己津央、发行商为松竹，当时预定的上映时间是2007年，这本是自1991年以来高达系列首部原创剧情电影作品。但这之后很长一段时间里都一直没有电影公映相关的信息。作为主要编剧的两泽千晶在2008年曾表示电影的主要剧情已经完成创作，但是由于她在《SEED DESTINY》完结后的2005年起一直在生病，项目推进受阻。担任电视剧主要机械设计师的大河原邦男当时在接受图书采访时表示，SEED电影版的工作也在进行中，表明机械设计已经取得了一定程度的进展。2011年2月10日，大河原邦男在他的Twitter帐户上透露，电影版的机械设计已经完成了80%。2016年，两泽千晶因主动脉夹层去世，同年2月22日其死讯被公开。2019年下半年，剧场版的制作又开始私下进行开发活动。期间，导演福田己津央通过社交网络联系到编剧后藤柳，并拜托后者加入剧本开发活动。在看过两泽千晶留下的遗稿后，后藤柳强烈的希望剧本能够被影像化，并担负起了相应的小说创作任务。
在2021年5月为了庆祝《机动战士高达SEED》20周年，万代南梦宫集团在上海举行的真人大小自由高达雕像开幕式上公开的多媒体作品开发计划《GUNDAM SEED PROJECT ignited》中，公布了电影制作重新启动的消息。根据导演福田己津央在开幕式视频中的评论，该故事将是《SEED DESTINY》的延续，并且“所有现有角色都会出现”。福田己津央导演表示：“两泽千晶负责剧本的《DESTINY HD REMASTER BD-BOX》的首发附赠电视剧CD是电影的前奏曲。”虽然在那之后官方也没有公开进一步的信息，但是万代南梦宫的制作人小形尚弘曾在2023年1月的访谈中表示在《SEED》系列迎来20周年纪念之际，这部电影将会成为非常出色的作品。在万代南梦宫公开2022年财报时，就有消息表示在2024年3月前会有一部高达系列的电影上映。而在发行方松竹映画发布的2023至2024年度“松竹影片阵容”总计27部各类影片中，就包括了一部暂时命名为《剧场版 机动战士高达SEED》的电影。但这则消息仅表示正在导演福田己津央的领导下制作中，并没有公开上映日期等相关基本信息。该影片项目的官方网站于2023年7月2日开通，并公布了片名和预告片。
在与首支预告片一同公开的导演访谈中，福田己津央表示原本应该在电视版动画结束后不久就将本作呈现给观众。在访谈中，福田己津央表示他发现很难确定这些起源到底是什么，但在一年的时间里，他一直在思考如何创作出一件与他们在《SEED》和《SEED DESTINY》中取得的成就产生共鸣的作品。从这个意义上说，这是在唤起这些元素方面回归其根源。当制作人员向福田己津央展示演示片段时，他一直反馈“这看起来不像SEED”。找到忠于《SEED》系列路线的概念给导演带来了巨大的压力。期间，福田己津央表示也曾与负责人物的平井久司以及负责机械绘画的重田智有过一些分歧。福田己津央表示电影的开发团队由多位从电视动画制作组回归的工作人员与新成员组成，旨在共同创造新技术。CG团队正在努力重塑机械作画监督重田智笔下的设计。时隔20年后，制作团队的老一辈工作人员尝试在保留手绘动画优点的同时，在融合新旧成员与技术的基础上转向3D数字动画制作。
制作人仲寿和表示，由于原本电视动画制作时3DCG并没有十分流行，一直活跃于动画制作一线的机械动画导演重田智与新加入的制作人员们一起花了一年左右时间交流和磨合。
在2023年10月11日为宣传电影，主演之一的铃村健一在爱好者交流会上表示该片的配音工作已经完成。于2024年1月10日在东京都内举办的记者招待会上，本片导演福田己津央表示本片制作终于完成了。

### 场景设计
导演福田己津央表示，在制作中有意将各机体的驾驶舱设计成同样的形态，这样在影片公映前就无法准确得出到底是哪位主人公驾驶哪架机体。按照负责3DCG制作的藤田进梦的讲解，本片可以分为5幕，其中“大天使”号沉没算是第2幕落幕。

### 角色塑造
在2023年8月8日凌晨，官方首次公开了本作的角色和演员表。其中除曾经在前作中演绎卡佳里·由拉·阿斯哈的进藤尚美之外，其余各主要角色的配音演员悉数回归为各自角色配音。而据爆料，在此前《SEED DESTINY》的制作过程中，就已经传出进藤尚美与导演福田己津央不和。在网民的持续讨论下，官方当日发文澄清此次换角是制作团队与相关人员协商后的结果，并要求大众不要向演员以及制作方就此事做进一步咨询。接近影片公映的时候，福田己津央也在个人X上发表了对卡佳里·由拉·阿斯哈这一角色的解说。他表示这一角色是他与编剧两泽千晶一起栽培的角色，在电影中她的表现也很帅气，较以往有很多成长。
相比于前作《SEED DESTINY》的大部分情节都集中在阿斯兰·萨拉身上，导演福田己津央决定本片的主角是基拉·大和。这也进一步引出了新作的副标题《FREEDOM（自由）》，并与《SEED DESTINY》剧中高潮段落吉尔伯特·杜兰朵的“命运计划”形成鲜明对比。关于自己所扮演的角色，保志总一朗表示在电影版中扮演了成年的基拉·大和，总感觉很奇怪。回顾基拉·大和的成长过程，他表示基拉·大和从《SEED》中反复的担忧和哭泣，到《SEED DESTINY》中惊人的成长为很有远见的人物。保志总一朗表示可能有人已经等了很久，也有人最近才知道《SEED》系列已经发展到了电影版，但他们也终于能够完成本片的配音了。保志总一朗对电影版终于接近完成感到兴奋，他说到目前为止已经完成了很多《SEED》和《SEED DESTINY》中的台词，但看到基拉·大和在故事发生两年后的新台词时真的很高兴。
福田己津央对于真·飞鸟的处理以及观众是否被他吸引也有重要的启发。他觉得该角色的配音演员铃村健一的演绎拓宽了角色的范围。铃村健一表示在给本片录音之前曾与导演交谈过，虽然真·飞鸟是一个非常开朗的人，但是在以往故事中描绘的场景压制了这一点，使得这一人物特质无法释放。铃村健一谈到《FREEDOM》时，说这是一个关于现状的故事。回想起来，真·飞鸟的开朗随着卷入战争后发生了变化，铃村健一认为他是勇敢的，或者说已经尽力了。
本作以令人印象深刻的方式描绘了基拉·大和与拉克丝·克莱因之间的关系。田中理惠也再次扮演了拉克丝·克莱因这一角色，并表示希望让影片看起来更愉快。在她看来，本片故事是发生在《SEED DESTINY》的两年后，因此片中的拉克丝·克莱因应该给人一种更成熟艳丽的形象。特别是在表达否定意见时，本片中的拉克丝·克莱因比以往表达的更明确。
本片制作人仲寿和表示由于森崎温在斯皮尔伯格导演的作品中给他留下了深刻的印象，考虑到其在国际上的影响力，因此邀请他参加本片的配音工作。为此，身为高达系列爱好者的森崎温表示很高兴被选中为片中角色配音。在完成配音后森崎温依然难以掩饰自己的兴奋之情，他表示自己的预期的声音与通过扬声器所表现出来的完全不同。
第二支预告片中登场的王座上少女引发了观众和饰演角色的演员本人的疑问。饰演该角色的田村由加莉表示第一次见到这一角色的设定时以为这是一个孩子，但又疑惑于其中的一个场景是这一角色身居中座的样子，为此不得不在导演的一步步指示下进行角色的演绎。

#### 角色表
| 角色                    | 配音員     | 人物特质 |
| 角色                    | 日本       | 人物特质 |
| ----------------------- | ---------- | --- |
| 煌·大和                 | 保志總一朗 | 《SEED》的主人公，也是经过基因调整后唯一成功存活下来的最强调整者，“羅盤”成员之一，在本片中曾一度被“Foundation”黑騎士的能力擾亂而失控。                                                                                    |
| 拉克絲·克萊因           | 田中理惠   | 前P.L.A.N.T.最高评议会稳健派议员西盖尔‧克莱因的女儿，曾是阿斯兰‧萨拉的未婚妻，现在是“羅盤”首任总裁。 |
| 阿斯蘭·薩拉             | 石田彰     | 前P.L.A.N.T.最高评议会主戰派议员帕特里克·萨拉的儿子，从歐普以借调的形式转隶到“终端机”成为旗下一员，曾独自调查“Foundation”背后的真相，并在关键时刻救出基拉·大和等人。                                                      |
| 卡佳里·由拉·阿斯哈      | 森奈奈子   | 歐普代表首长，前歐普联合酋长国代表首长乌兹米·纳拉·阿斯哈的女儿，与基拉·大和是姐弟关系。 |
| 真·飛鳥                 | 鈴村健一   | 《SEED DESTINY》的主人公之一，现在是“羅盤”成员之一。 |
| 露娜瑪莉亞·霍克         | 坂本真綾   | “羅盤”成员之一。 |
| 美琳·霍克               | 折笠富美子 | 从歐普以借调的形式转隶到“终端机”成为旗下一员。 |
| 瑪琉·雷明斯             | 三石琴乃   | “羅盤”成员之一。 |
| 穆·拉·福拉卡            | 子安武人   | “羅盤”成员之一。 |
| 伊薩克·焦耳             | 關智一     | 扎夫特成员之一。 |
| 迪安卡·艾斯曼           | 笹沼晃     | 扎夫特成员之一。 |
| 阿格尼丝·吉本拉特（アグネス・ギーベンラート）   | 桑島法子   | 和真·飞鸟是同期受训的扎夫特所属驾驶员，被称为“月光女武神”，“羅盤”成员之一。 |
| 托亚·真岛（トーヤ・マシマ）           | 佐倉綾音   | 奥布成员之一，接受卡嘉莉·尤拉·阿斯哈的训练，以便接任奥布首长。 |
| 阿列克谢·近江（アレクセイ・コノエ）       | 大塚芳忠   | 新加入的神秘角色，似乎与基拉·大和以及阿斯兰·萨拉的过去有关联。 |
| 艾伯特·海因莱因（アルバート・ハインライン）     | 福山潤     | 作为由基拉·大和设计的支援模块“骄傲捍卫者”的开发负责人，在突擊自由高達貳式与之合体时，负责进行合体的微调以协助操作不熟练的拉克丝·克莱因。                                                                                  |
| 希尔达·哈肯（ヒルダ・ハーケン）         | 根谷美智子 | 在《DESTINY》中登场的前扎夫特所属驾驶员，在本片中率领隶属于“羅盤”的精英MS部队“哈肯小队”，与基拉等人并肩作战。 |
| 赫伯特·冯·赖因哈特（ヘルベルト･フォン･ラインハルト）  | 楠大典     | 在《DESTINY》中登场的前扎夫特所属驾驶员，在本片中隶属于“羅盤”的精英MS部队“哈肯小队”。 |
| 馬斯·西緬（マーズ・シメオン）           | 諏訪部順一 | 在《DESTINY》中登场的前扎夫特所属驾驶员，在本片中隶属于“羅盤”的精英MS部队“哈肯小队”。 |
| 奥拉·玛哈·海贝尔（アウラ・マハ・ハイバル）    | 田村由加莉 | 新兴国家“Foundation”的女王。 |
| 奥费·拉姆·塔奥（オルフェ・ラム・タオ）      | 下野紘     | 金发青年，是新兴国家“Foundation”的首相，也是隶属于女王奥拉的亲卫队黑骑士小队的队长。 |
| 修拉·塞尔彭坦（シュラ・サーペンタイン）       | 中村悠一   | 浅色头发的青年，是新兴国家“Foundation”的国防部长。 |
| 英格麗德·特拉德爾（イングリット・トラドール）   | 上坂堇     | 隶属于新兴国家“Foundation”的黑骑士小队成员。 |
| 丽德拉德·特拉多尔（リデラード・トラドール）   | 福圆美里   | 隶属于新兴国家“Foundation”的黑骑士小队成员。 |
| 丹尼尔·哈珀（ダニエル・ハルパー）         | 松岡禎丞   | 隶属于新兴国家“Foundation”的黑骑士小队成员。 |
| 刘慎强（リュー・シェンチアン）              | 利根健太朗 | 隶属于新兴国家“Foundation”的黑骑士小队成员。 |
| 格里芬·阿尔巴莱斯特（グリフィン・アルバレスト） | 森崎溫     | 隶属于从地球联邦中独立出来的新兴国家“Foundation”的一名士兵，也是女王奥拉的亲卫队黑骑士队成员。性格内向，能力很强，有着一头短发，头两侧染成绿色，眉毛浓密。通过对基拉·大和进行精神干预对其洗脑，使得“羅盤”的信用备受打击。 |

### 机械设定
本片中登场的机体由大河原邦男和山根公利等人设计。2023年10月5日制作方发布第三支预告片的同时也在官方网站公开了本作新的机体设定。机体设定公开后被不少网友指出与或者机战系列风格相似。本片机械设定师大河原邦男表示片中登场的新型机动战士早在2006年左右就已经开始设计了，当时已经半数接近完成状态。而在电影中呈现的最终状态包含了当时设计稿的约80%。其中强人奔流等设计在10年以前就已经完成，电影制作时加上了耳部类似天线的设计。他表示主人公基拉·大和所驾驶的机动战士自由高达背后张开翅膀的样子放诸20年后也依然不会过时。他说从机动战士胸部到背后的翅膀呈放射线状展开的样子会使得设计看起来格外神圣，这是他从佛像、民族服饰以及雕刻作品中得到的灵感。在谈到本片中新登场的飞升自由高达与以往高达不同的脸部设计，大河原邦男表示其实并没有做太多改动，仅是以头盔部分来强调个性化。而片中出现的让人联想起勇士和强人的勇士险兆以及强人奔流等都是应系列总导演福田己津央的要求而特别设计的。
在公映后的制作人座谈会上，负责3DCG制作的藤田进梦透露本片中原本预定会有命运脉冲高达登场。有49款不同的机动战士在本片中登场，制作团队为此前后制作了大约100个建模。本片的机械设定流程，先是大河原邦男完成设定图，藤田进梦团队负责进行3D建模，并给到机械绘图监督重田智进行检查。在此期间，藤田团队会与重田智进行至少两次的沟通，包括机体设计的比例和细节。而作为新登场的主角机体，飞升自由高达和不朽正义高达的设计在最初的沟通协调中遇到了一定的困难，尤其是不朽正义高达经过了前后20次沟通才定稿。原本3DCG团队计划在“大天使”号坠落前的部分采用3DCG制作机械画面，但随着团队自信心的提升，影片后半段也改用CG来呈现机械动作场景。团队甚至以3D技术来制作机动战士损坏后的状态。制作团队表示在制作CG时，遇到的最大困难是装备有宙斯剑影系统的命运高达 规格II。

#### 登场机体
飞升自由高达（RISING FREEDOM GUNDAM）
作为主角机的飞升自由高达与自由高达一样在左臂装备有一面实体盾牌，可以变形为MA飞行形态，驾驶员是基拉·大和。
不朽正义高达（IMMORTAL JUSTICE GUNDAM）
是阿斯兰·萨拉曾驾驶的正义高达的更新型，本片主角机体之一，拥有可以用作攻击道具的新型盾牌，驾驶员是真·飛鳥。
强攻型脉冲高达 規格Ⅱ（FORCE IMPULSE GUNDAM SpecⅡ）
设计上与前作中登场的机体区别不大，颜色略有差异，驾驶员是露娜瑪莉亞·霍克。
勇士险兆（GELGOOG MENACE）
设计改良自《机动战士高达》中的吉翁公國军机体，以背后翅膀颜色的不同分为大气层内样式以及太空样式，驾驶员是露娜瑪莉亞·霍克。
强人奔流（GYAN Strom）
设计改良自《机动战士高达》中的吉翁公国军机体，有着可以转动攻击的圆形盾牌，以背后翅膀颜色的不同分为大气层内样式以及太空样式，驾驶员有阿格尼丝·吉本拉特。
魔蟹（Z'Gok）
设计取自《机动战士高达》中的吉翁公国军机体，內藏一台無限正義高達貳式，驾驶员是阿斯蘭·薩拉。
黑骑士小队 湿婆（BLACK KNIGHT SQUAD Shi-ve.A）
神秘的新敌人，有着红色装饰的队长机，采用强袭自由相似的金色关节。
黑骑士小队 楼陀罗（BLACK KNIGHT SQUAD Rud-ro.A）
神秘的新敌人，队员机，也采用强袭自由相似的金色关节，有四种变色配置。
突擊自由高達貳式（STRIKE FREEDOM GUNDAM TYPEⅡ）
曾一度交给阿斯蘭·薩拉驾驶，最终决战时改由基拉·大和驾驶。
非凡强袭自由高达（MIGHTY STRIKE FREEDOM GUNDAM）
由突擊自由高達貳式加装“骄傲捍卫者”而成，装有一把巨型實體劍「布都御魂」，由基拉·大和与拉克丝·克莱因一同驾驶。
無限正義高達貳式（INFINITE JUSTICE GUNDAM TYPEⅡ）
被内置于紅魔蟹体内，驾驶员是阿斯蘭·薩拉。
命运高达 規格Ⅱ（DESTINY GUNDAM SpecⅡ）
设计上与前作中登场的机体区别不大，颜色略有差异，驾驶员是真·飛鳥。
决斗雷击高达（DUEL BLITZ GUNDAM）
驾驶员是伊萨克·焦耳。
闪电暴风高达（LIGHTING BUSTER GUNDAM）
驾驶员是迪安卡。
黑骑士小队 迦楼罗（BLACK KNIGHT SQUAD Cal-re.A）
由奥费·拉姆·塔奥驾驶。

## 音乐

### 乐曲
2023年11月20日，随着本片第四支预告片的公开，本片开场主题曲也确定为《FREEDOM》，由绰号“教主”的西川貴教演唱，歌曲创作则由西川贵教与小室哲哉共同完成。西川贵教曾为《SEED》以及《SEED DESTINY》制作主题曲和插曲，小室哲哉曾为1988年昭和时代最后一部高达系列作品、电影《机动战士高达 逆袭的夏亚》制作主题曲《BEYOND THE TIME（超越莫比乌斯宇宙）》。小室哲哉作为日本乐坛重量级人物为西川贵教所敬仰，本次负责歌曲的制作，这也是两人首次合作。西川贵教表示是抱着连接高达系列历史和今后的心态来制作歌曲。本曲将在影片上映前的2024年1月24日以单曲形式发行。本曲上架后，首周下载数量接近1.8万次成为1月31日当周“Oricon周数字单曲排行榜”榜首单曲。
本片片尾曲则是梶浦由記与石川智晶組合的See-Saw所演唱的新曲《別離時的羅曼蒂克（去り際のロマンティクス）》。这也是二人时隔十九年后再度以组合之名发表新歌曲。这支新歌将在影片公映前的2024年1月24日发售。2024年1月10日，制作方公开了本曲的MV短片，短片由大量《机动战士高达SEED》和《机动战士高达SEED DESTINY》中的动画素材构成，并在最后以基拉·大和与拉克丝·克莱因相拥的场景同电影预告片中两人对视的场景相呼应。本曲上架首周就以约1.2万下载量排名1月31日当周“Oricon周数字单曲排行榜”第三。
2023年12月21日，官方公开曾为《SEED》系列演唱过多首歌曲的玉置成實，其新制作的歌曲《Reborn》将会作为本片的应援歌。这也是玉置成实继《SEED》第三支片头曲《Believe》、第四支片尾曲《Realize》，《SEED DESTINY》第一支片尾曲《Reason》，以及《SEED DESTINY特别版：破碎世界》的片尾曲《Result》之后时隔18年的第五支高达系列歌曲。这首新歌由曾为《Reason》赋词的shungo.以“重逢”为歌曲的主题创作歌词，而玉置成实表示本曲的歌词和音乐进一步增强了电视动画与电影版之间的联系。她表示本曲的标题有“重聚”的含义，希望在SEED系列作品播映20年后成为连接《SEED》、《DESTINY》和《FREEDOM》三部作品的一座桥梁，并带大家回到那个时代。在公开的这支歌曲的同时官方就在YouTube上发布了使用电视动画版剧情的音乐短片。该曲也预定在电影公映前的2024年1月24日以单曲形式正式发售。首发的限时限定版还收录了音乐视频和制作特辑，而单曲的封套由玉置成实曾制作的三支《高达 SEED》系列单曲中使用的三幅插图构成。
就在影片即将上映前，官方又公开了中岛美嘉将回归为本片提供插曲的消息。该曲名为《望乡》，由小室哲哉负责作词、作曲以及编曲。中岛美嘉曾为《机动战士高达SEED特别版完结篇：鸣动的宇宙》提供主题曲《FIND THE WAY》。

### 原声碟
本片配乐由前两部作品的音乐制作人佐桥俊彦制作。

## 相关作品
本片编剧之一的后藤柳编写了两部本片相关短篇小说。《两人的逃避之旅（二人の逃避行）》描绘了阿斯兰·萨拉和卡佳里·由拉·阿斯哈在各自岗位上履行职责期间短暂的休息生活，而《月光的女武神（月光のワルキューレ）》则主要讲述真·飞鸟、露娜玛莉亚·霍克与阿格尼丝·吉本拉特在军官学校的时光。

## 宣传

### GUNDAM SEED PROJECT ignited

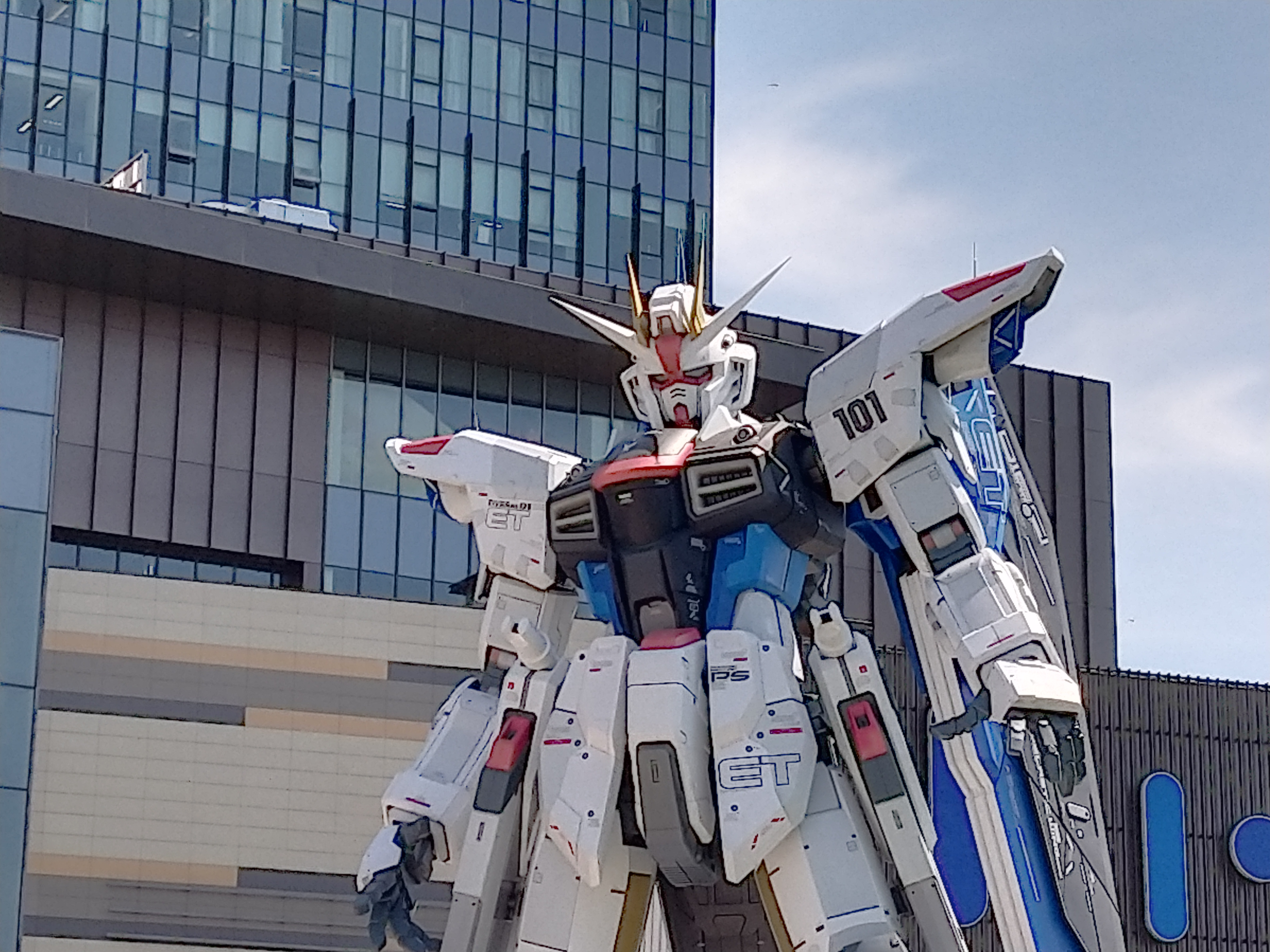
上海浦东金桥啦啦宝都外的自由高达立像

2021年5月28日在上海浦东金桥啦啦宝都外的实物大自由高达立像的揭幕仪式上，作为制作方的万代南梦宫发表了为纪念《SEED》系列20周年而推出的新计划《GUNDAM SEED PROJECT ignited》。原作动画导演的福田己津央则公开了《机动战士高达SEED》剧场版作为该计划的中心正在制作中的消息。在仪式现场公开的导演访谈视频中，福井表示这是一部接续《SEED DESTINY》的全新续集故事，但并未说明几时能够上映。之后，福田己津央也在社交网络上公开本作的剧本是在由原作动画编剧兩澤千晶在生前就完成的稿件上经过团队的共同努力完成的。
对此，部分爱好者表示期待已久、十分高兴；也有部分爱好者表示希望知道前作中的“带翅膀的鲸鱼化石”伏笔是否会收回。曾在《SEED》中担任片头曲演唱的西川贵教也在自己的X上发表了支持电影版《SEED》在积极制作中的言论并得到了爱好者们的支持。他表示，本系列相关关键词终于在X上成为全球排行趋势最靠前的关键词。

### 首支预告片
在2023年7月2日，电视动画《機動戰士GUNDAM 水星的魔女 Season 2》的最后一集播出结束后，紧接着就播出了本作的首支预告片。这支预告中出现的都是之前电视动画中所未曾出现的新画面。在这支30秒的预告片中，表示了本作是系列中的全新故事。在万代南梦宫、松竹株式会社以及日升制作社等制作方标识后，出现了“系列最新作品”的文字说明。之后是倒下的机动战士，原作主角基拉·大和面带困惑的表情与拉克丝·克莱因相互凝视。在预告片中还出现了各种与《SEED》相关的关键词，如“调整者”、“扎夫特”和“自然人”。在紧张的画面中来暗示新的故事将在原本已经和平的世界中再次展开。扎夫特与地球联合之间也开始爆发新的冲突。也有暗示虽然不清楚幕后黑手是谁，但扎夫特内部可能存在背叛。随着“是被决定的命运，还是反抗的自由”的语句之后，本作的标题也正式出现在预告最后，同时表明了在日本预计上映的日期。此外，这支预告片中还出现了《SEED》系列故事中充满谜团的化石——“鲸鱼石”（也就是“Evidence 01”）的画面，这引发了爱好者们对本片故事发展的各种猜想。及至7月10日，这支预告片在视频网站上获得了超过100万的播放量。
本片的官方网站也在2023年7月2日正式开放，并上线了首支预告片和首张视觉图。在首张视觉图中，描绘了基拉·大和回头看着拉克丝·克莱因的美丽场景。同步制作方也在X和抖音上开立了官方账户并在各社交媒体上传了预告片和其他宣传资料。在之后公开的信息中，本作的时间点确认为《机动战士高达SEED DESTINY》（C.E.73）之后两年的C.E.75。随着电影片名的公开，导演福田己津央也在访谈中表示，尽管承受着《SEED》系列的成功压力，但仍旧期待着创造出能与前作媲美的新作品。同时，福田己津央也向爱好者们道歉，因为电影的开发历经漫长的困境，最初计划在《SEED DESTINY》之后不久就推出。他反思了《SEED》系列给基拉·大和、阿斯兰·萨拉以及真·飞鸟留下来的未完成剧情，因此希望通过《FREEDOM》来探索这样的可能性。

### HD重映
而为了配合庆祝电影的上映，原版电视动画《机动战士GUNDAM SEED》系列全部98集将分割为7部特别总集版。其中《机动战士高达SEED》（HD重制版）全48集将被分为三部特别篇，《机动战士高达SEED DESTINY》（HD重制版）全50集将被分为4部特别篇，以“特别篇HD重制版”的名义在日本全国约50家电影院上映。这些特别版的上映开始时间定在2023年8月25日，每一部将连续放映两周。同时，制作方也公开了本作的第一款纪念版电影票根将在2023年7月7日在影院和购物网站上发售。该款电影票根采用片中人物设定师平井久司绘制的插画，内容是基拉·大和与拉克丝·克莱因。第二款电影票根将在之后公开，而全部三批共5款电影票根将可以组合在一起成为一张完整的图案。伴随第一款电影票附赠的特典是“预告片A5透明文件夹”。8月8日也公开了第二批两款纪念票根，分别是A款的阿斯兰·萨拉、卡佳里·由拉·阿斯哈和美琳·霍克等人以及B款的真·飞鸟和露娜玛莉亚·霍克。而在东京新宿皮卡迪利8月24日举办的“前夜祭”活动中，主办方也将请保志总一朗作为嘉宾登台演出。
2024年1月就在电影即将上映前，BS12开始在每周日晚间播放三部《机动战士高达SEED特别篇》（2019年HD重制版）。之后紧接着从2月4日起同一时段在BS12开始再次播出《机动战士高达SEED DESTINY》特别篇高清重制版。

### 名场景回顾活动
为了纪念电影上映，制作方官方X从2023年7月10日开始发布原作电视动画中的名场面和名台词回顾。第一个名场面是出自《SEED》第8集中拉克丝·克莱因的台词：“你之所以温柔，是因为你是你自己。”之后公开是名场面则是《SEED》第9集中芙蕾·阿斯達的台词：“我要杀了这个孩子！！…如果你们攻击我爸爸的船，我就要杀了这个孩子！去告诉他们！！”而来自《SEED》第10、11、12集中出自包括伊扎克、小女孩等角色之口的台词也前后被官方X公开。

### 第二支预告片与角色公开
2023年8月8日凌晨，制作方公开了本片的第二支预告片，同时也更新了参与本片配音的配音演员以及角色立绘图。这支预告片时长30秒，批露了本片更多的登场角色、机体以及战争背景。伴随着已经在前作中殒命的最高评议会前议长吉尔伯特·杜兰朵强有力的独白“因期待而诞生，……这个世界的期待”，预告片第一个场景展现的是一个背对镜头的男人在培植槽中的场景，疑似之前爆料出的第三个超级调整者。这名调整者实力强大，与基拉·大和的交战难分高下。之后则是在背景中出现了激烈交战的街景，片中所出现的战斗场面也因此确认是以3D形式呈现。而疑似新出现的势力中有年幼的女王角色登场，连拉克丝·克莱因都要对她行礼问安。之后则是伴随着导弹发射时基拉·大和令人心碎的台词“我们无法保护任何东西......”（僕たちは何も守れてない）。中间则出现了类似穆·拉·福拉卡的新角色托亞以及疑似执行秘密任务的阿斯蘭·薩拉。而基拉·大和在预告片尾出场时，双眼通红疑似发狂的状态，与之相对的则类似众人竭力呼唤并阻止他，以及拉克丝·克莱因“基拉，住手！”（キラ、やめろ！）的片段。在这次释出的预告中，基拉·大和被发现与真·飞鸟穿着同款新式但不同配色的驾驶服，昔日作为对手的两人疑似身处同一阵营，而阿斯兰·萨拉则身穿扎夫特的军装。
在这次释放出来的18名角色中，以往作品中由进藤尚美配音的卡佳里·由拉·阿斯哈改由有着宝冢歌剧团男角演出经验的森奈奈子配音。在这次释放的预告片中就出现了森奈奈子的声音演绎。其他几位主演则依然由原班人马演绎。几位主角扮演者也公开了对本片的评论和期待。而曾在前两部SEED系列电视动画作品中登场的桑岛法子再度回归，为新角色阿格尼丝·吉本拉特配音。桑岛法子曾在之前的作品中分别为《SEED》系列作品中的芙蕾·阿斯達、娜達爾·巴吉路、雷·扎·巴雷尔（小时候）、薇雅·响以及史黛菈·路歇等5个角色配音，而这些角色在作品中均死于非命。新加入的福山润、大塚芳忠、佐倉綾音等人则为本片三位新角色配音。官方更近一步公开将在2023年11月19日举办名为“機動戰士鋼彈SEED FESTIVAL～CONNECT 超越那个时代～”的活动，与爱好者们一起回顾前两部电视动画的剧情，同时也会邀请几位主演以及主题曲歌手等一同登台。尽管这次公开了主要角色信息，但是第二支预告片中登场的8位新角色信息依然未公开，给人们带来了不少疑问和讨论。人们对这些身着共同制服的角色对主角团来说是敌是友议论纷纷，其中，坐在疑似王座上接受拉克丝·克莱因等人行礼的神秘少女引发了大量关注。
在同年9月26日，制作方又进一步公开了部分角色设定以及配音演员名单，包括下野紘、中村悠一以及田村由加莉等人。这其中就包括第二支预告片中王座上的少女，其名为奥拉·玛哈·海贝尔，由田村由加莉饰演；站在她右侧的金发青年奥费·拉姆·塔奥由下野紘饰演，左侧浅色头发的修拉·塞尔彭坦则由中村悠一饰演。此外还公开了其他几位角色，分别由上坂堇等人饰演。然而角色格里芬·阿尔巴莱斯特仅公开了角色名和人物造型设定，并未公开其配音演员。这次公开的8位角色都有着相同的制服造型。

### 第三支预告片与机体设定公开
2023年10月4日，官方X发布了“下一个揭晓日期是2023年10月5日（星期四）”的神秘消息。10月5日，也是《SEED》首播纪念日，制作方公开了第三支预告片，并在片中展示了主角们驾驶新机体进行战斗的画面。这支预告片以基拉·大和凛然的台词“基拉·大和，出击！（キラ・ヤマト、行きます！）”开场。紧接着是其所驾驶的飛昇自由高達启动，其外观也转变为彩色模式，然后就从母舰上出发并在飞行中变化为MA形态。之后是不朽正義高達登场，并使用可以充作飞行用装备的新型盾牌进行战斗。其他机体也紧随其后相继飞入宇宙，接着就是机动战士之间的激战。此外在这支预告片中也出现了疑似奧菲·拉姆·塔奧所在的新登场势力所用的“黑騎士小隊”机动战士，其中有作为队长机的红色版名为「湿婆」（Shi-ve.A），而队员则使用名为「楼陀罗」（Rud-ro.A）的不同配色的变体机体。本支预告片中还出现了一架疑似村雨的改进版，但并未出现在之后公开的设定中。这支预告片在YouTube上发布两天后就达到了130万次的播放数量。
同时，官方也发布了本片的机体宣传海报，其中描绘了本片两架主角机体站在满是残骸的夕阳下注视着战争尽头的场景，背景中还有其他机体正在飞来。而第三批电影票根内容也公开为本片出场的飞升自由高达与不朽正义高达。官方网站也在同一天公开了本片登场的10架新型机动战士的设定图。
10月6日，制作方在新宿住友大厦三角广场举办的「GUNDAM NEXT FUTURE -EAST/WEST/DIGITAL-」東京会場上免费展示了本作中将会出场的各种机体玩具。此后，展会又在当月14日挪到了大阪会场。为了进一步宣传本片，制作方还在台场举办了主题猜谜寻宝活动。

### 第四支预告片与各势力设定公开
11月19日，制作方在东京文京区市民会馆举办的活动“机动战士高达SEED FESTIVAL～CONNECT 超越那个时代～”中公开了本片第四支预告片。本段预告片长55秒，其中除了各位主要角色以及机体的动作场面外，也首次公开了本片的主题曲。这支预告片开始自拉克丝·克莱因在海滩对基拉·大和的台词“我也希望，能与你并肩作战”。随着主题曲《FREEDOM》的响起，飞升自由高达、不朽正义高达、勇士险兆、强人奔流等机体进行着激烈战斗的场面。接着是基拉·大和、拉克丝·克莱因、真·飞鸟、露娜玛莉亚·霍克、阿格尼丝·吉本拉特、瑪琉·雷明斯、穆·拉·福拉卡以及新兴国家“Foundation”的成员登场。之后则是飞升自由高达与不朽正义高达变形为MA形态。片段以基拉·大和的台词，“这场战斗没有尽头。而我能做的是……”结束。
与此同时，官方网站也更新了本片新的主视觉图并公开了本片中各势力的介绍图。新的主视觉图描绘了基拉·大和、拉克丝·克莱因互相背对着对方，以及在废墟上穿着驾驶员服望着海面的阿斯兰·萨拉和真·飞鸟的场面，他们的背后则是飞升自由高达和不朽正义高达。主视觉图的宣传标语：“我心中有你。你心中有我吗？”。势力介绍图显示本片故事发生的C.E.75年时，呼吁反对调整者的“蓝色宇宙”组织在世界各地破坏和平，而拉克丝·克莱因被任命为旨在平息事态的世界和平监测组织“羅盤”的首任总裁，基拉·大和以及真·飞鸟也是该组织成员。根据释出的剧情简介，基拉·大和与真·飞鸟作为“羅盤”的成员在各地介入战斗。而阿斯兰·萨拉则以从奥布借调的形式隶属于组织“终端机”。此外还有从地球联合的欧亚联邦中独立出来的新兴国家“Foundation”则向“羅盤”提出联手对“蓝色宇宙”进行针对行动。
11月22日时官方甚至在X上公开竞猜格里芬·阿尔巴莱斯特的配音到底是谁。制作方在X上先发布了一段格里芬·阿尔巴莱斯特的配音短片，然后是通过图片展示了5个哈罗图像，代表着该配音演员有着两个字的姓，名则是三个字的。为此网友猜测可能是立花慎之介、西山宏太朗、浅沼晋太郎甚至是神木隆之介、片冈爱之助以及森崎温等。第二天，官方公开本角色的配音就是曾在斯蒂芬·斯皮尔伯格导演的电影《头号玩家》中因一句“我要用高达出击！（俺はガンダムで行く！）”的台词而出名的森崎温。同一天，官方网站上也追加了片中角色以及机体的介绍文。

### 正式预告片
12月13日，制作方在其官方X账户上发布了本片的正式预告片。这支长约60秒的预告片以拉克丝·克莱因的旁白“究竟要如何才能結束這些？（どうすれば、これらすべてが終わるのでしょう）”开场。随之就是一连串过渡画面中。接着是在深夜，拉克丝·克莱因与新盟友“Foundation”的高官奧菲·拉姆·塔奧在公园会面，后者一边靠近一边甜蜜的说“对于我们来说，这一切可以被终结（終わらせることができますよ、我々には）”。而基拉·大和因为见到这一场景而一脸失望的离开。接下来的影像则展示了来源不明的导弹引起的爆炸从而引发了新的战争。之后的场景里就带入了本片主题曲《FREEDOM》，伴随着喊着“结束吧！就在这里！（終わらせる！ここで！）”的基拉·大和所驾驶的飞升自由高达的英姿。在之前释放出的预告片鲜有露面的阿斯兰·萨拉在这支预告片中也再次出场驾驶机动战士，可能是救助被“Foundation”追击的基拉·大和并在之后出现不朽正义高达被击中爆炸的场面。接着是“Foundation”的女王奥拉·玛哈·海贝尔的台词“孩子们，前往全新的未来（子ども達よ、新たな未来へ）”，而目前隶属于奥布军但借调到“终端机”的阿斯兰·萨拉则回应道“她的研究课题，是创造出超越调整者的人种（彼女の研究テーマは、コーディネイターを超える種を創り出すこと）”。同时本片的大量配角也出现在这支预告片中，而“Foundation”旗下的机动战士驾驶员之一的修拉·塞尔彭坦更是与真·飞鸟发生了剑鬥，而穆·拉·福拉卡则疑似驾驶新式的村雨却被很快就击败了。之后基拉·大和更是吐露出“這種世界不是人們所期望的”这样的台词，而奧菲·拉姆·塔奧则对基拉·大和提出了沾滿鮮血的指控。同样是“Foundation”旗下的机动战士驾驶员之一的格里芬·阿尔巴莱斯特则以“堕入黑暗吧，基拉·大和！（闇に落ちろ、キラ・ヤマト）”的台词的同时出现了飞升自由高达被击中的画面。随之飞升自由高达在打斗中被“Foundation”队长机体斩断盾牌，并疑似被导弹击中爆炸。而在爆炸前一刻，插播了一段闪回记忆，基拉·大和在其中察觉了杀气，可能是察觉到了对方的真实身份。在预告片的最后出现的是拉克丝·克莱因流着泪说着“基拉…”。
同一天，制作方也在官方X上发布了10张新的视觉图，其中包含了在本片登场的19个角色以及4台新型机动战士。这10张视觉图中，扮演主要角色的基拉·大和与拉克丝·克莱因在同一张中，阿斯兰·萨拉、卡佳里·由拉·阿斯哈以及美琳·霍克在旁边一张图中，真·飞鸟与露娜玛莉亚·霍克作为本系列中的第二主角则是接下来一张中的主要人物。在前作地球联邦与P.L.A.N.T.之间的大战中十分活跃的伊薩克·焦耳与迪安卡·艾斯曼在同一张图中，而穆·拉·福拉卡与“大天使”号的舰长瑪琉·雷明斯在一起。之后的两张视觉图中分别有四个在本片中新登场的“Foundation”成员，除了女王奥拉·玛哈·海贝尔之外，其他七人都是黑骑士小队成员。这些视觉图将作为海报从2023年12月22日起依序在部分剧场贴出。

### 上映纪念预告片
随着本片上映后累计票房达到10亿日元，2024年1月29日制作方公开了上映纪念预告片。这段预告开场就是基拉·大和强势的独白“我将用自己的手来选择未来（僕は自分の手で未来を選ぶ！）”，之后随着See-Saw的片尾曲《別離時的羅曼蒂克》展现的是本片中基拉·大和驾驶的突擊自由高達与黑骑士小队之间精彩的对战画面，以及阿斯兰·萨拉殴打基拉·大和的场面。伴随着阿斯兰·萨拉的台词“强大的不是力量，而是活着的意志（強さは力じゃない、生きる意志だ）”，伊薩克·焦耳表示：“正因为如此，我们必须停止这样的事情（だからこそ、こんなことはもうやめねばならんのだ）”，而卡佳里·由拉·阿斯哈也登场并祈祷“请保护我们的人民（民をお守りください）”。而拉克丝·克莱因的台词“不是因为需要才爱。因为爱，所以才需要的（必要だから愛するのではありません。愛しているから、必要なのです）”也出现在这段预告片中。此外，影片上映前被可以隐藏的机动战士如突擊自由高達貳式以及命运高达 規格Ⅱ也在这段预告片中被公开。配合着相关信息的解封，官方网站上也更新了拉克丝·克莱因与卡佳里·由拉·阿斯哈身着驾驶员服装的设定图，突擊自由高達貳式以及黑骑士小队 迦楼罗的相关设定等。

### 开场6分半片段
为了纪念在2024年初成为第一大热门影片，制作方于2月1日在Youtube上公开了本片开场6分半钟的片段。视频开场自曾热衷于倡导命运计划的最高评议会前议长吉尔伯特·杜兰朵激励的话语。之后场景切换为世界和平监察组织“羅盤”旗下战舰“千禧年”号出动机动战士介入世界各地纷争中平息事态。在这段动画中，公开了各位主角所驾驶的机动战士，尤其是影片上映前饱受热议的真·飞鸟驾驶的是不朽正义高达。最终伴随着基拉·大和驾驶飞升自由高达并说出“基拉·大和，自由高达，出发！（キラ・ヤマト、フリーダム行きます）”，背景中响起本片主题曲《FREEDOM》。这一幕也引发爱好者们的热议，有留言表示“（看到）出击这一幕的时候差点哭了！”、“看完电影后听《FREEDOM》，就有了开场的画面感了”。随之官方网站也进一步更新出了本片部分包含之前未解密的机动战士的场景剧照。

### 入场者礼品
发行方为步入电影院观赏本片的观众准备了各种限量礼品，其中第一批从影片公映首日开始发放，是由本片编剧之一后藤柳所撰写的本片两则短篇小说以及高达基地的宣传卡。同时，日本全国各地设置的娱乐设施高达基地中也开始随机派发分别绘制有飞升自由高达或者不朽正义高达的宣传卡片。借着影片累计票房超过10亿日元，制作方宣布将于2月2日起发放第2期入场者礼品A6尺寸的16页迷你设定册，其中将详细收录本片登场的角色和机械设定资料。作为第三款入场礼物，制作方准备的是作品中名场面的电影胶片片段。第4款入场礼品则是三种本片角色搭配机动战士的立牌。在2月18日举办的上映纪念活动中，主办方公开第五周的入场礼品是由本作的角色设计师平井久司创作的原创插画卡。从3月8日开始发放的第7款入场者礼品则是带有片中出现的各国家或组织徽章的特制圆珠笔。第8和第9款入场者礼品分别是平井久司原创插画的四种片中人物头像徽章，以及五种角色造型ID卡。

### 相关活动
在影片上映前的2024年1月10日，制作方将举办完成纪念活动。官方在2023年12月25日前在官方网站和官方X上免费抽签得出参会人。活动上，制作方播放了电视动画的剪辑片段，重点展示了保志总一朗饰演的基拉·大和与石田彰饰演的阿斯兰·萨拉的场景。主办方也将本次完成会的活动现场在YouTube上进行了直播。此外，为了纪念影片公映，BANDAI NAMCO Amusement于2024年1月13日在atre秋叶原以及BANDAI NAMCO Cross Store 横滨举办互动娱乐活动。为了配合宣传，西川贵教计划于2024年2月18日参加在神奈川县太平洋横滨国立会堂举办的“机动战士高达SEED FESTIVAL ～FREEDOM 向着新的未来～（機動戦士ガンダムSEED FESTIVAL ～FREEDOM 新たな未来（とき）へ～）”活动。就在首映当天，制作方在东京新宿皮卡迪利举办了首映礼。为配合宣传，制作方发布了一系列以日本全国47个都道府县名声特产为主题的拼贴海报，海报中描绘了片中角色以当地特色为背景的巡演画像。此外还在日本各地上映剧场以及相关联商店中张贴这些海报供观众进行AR互动。
上映第三天，制作方又在东京新宿皮卡迪利举办了公映纪念记者会，主创纷纷上台对电影大热而向爱好者们表示感谢。导演福田己津央表示很感激爱好者们18年的支持与等待，希望本片能给观众们带去笑容。而当被问及阿斯兰·萨拉在片中到底驾驶什么机动战士时，饰演该角色的石田彰囿于“不得剧透”的访谈要求，而表示“不能说哟！”。2月4日，制作方提前策划了一场片中主人公拉克丝·克莱因的21岁生日庆祝活动，活动中主持人代导演福田己津央向饰演该角色的田中理惠朗读感谢信，令后者感动落泪。为了宣传本片4DX等格式上映，官方从2月5日发起了对SEED系列中登场的127名角色、102款机动战士的人气投票。

## 相关事件
2023年10月初，万代在北美和日本地区上架的公测版高達元宇宙社交平台，被逆向分析了客户端程序后破解并导出了部分内部文件，其中就被发现有高達模型的3D建模文件和组装图，本作登场的飞升自由高达以及不朽正义高达赫然在列。有部分网民甚至疑似使用这批文件成功打印并拼装出塑料模型。
2024年1月初，就在微博流传中国大陆将早于香港地区上映本片后，大陆视频网站哔哩哔哩上就流出疑似片段。这些片段画质较差，被认为是未经制作方允许私自流出的影片送审素材。但其中包含了影片大结局的高潮段落画面以及主角们新的最终机体等信息。从知情人流出的对话记录显示这些片段是中方翻译团队中有人私自截取并上传网络的。据传制作方万代影视为此十分紧张，担心整部影片都已经遭到提前泄漏，并对中国动画合作方的管理极为愤怒。这不仅影响本片在大陆的上映日期，更会影响高达系列影片未来在大陆的发行权。这一事件也引起了中国大陆粉丝群体的反响，认为这是少部分人的不当行为坏了大事。
2024年4月3日，台湾地区花莲附近发生地震，本片总导演福田己津央在X平台发表了对地震灾害的慰问言论。但在推文中将台湾地区称呼为邻国，因而在中国大陆的相关社交平台上引起轩然大波。虽然本人已把X上面有争议的内容删除，但仍然有大陆地区网友发起抵制本片的相关言论，因而有爱好者担忧会影响其在内地的上映，甚至是其他高达系列作品。

## 商业联动

### GUNPLA
随着第三支预告片的发布，制作方也发布了与本片相关联的新款模型玩具，这其中包括了GUNPLA的RG以及HG规格机体模型，甚至还有SDEX系列产品。其中主角机体的HG规格模型都计划在影片公映同一天发售，而其他机体则在2024年2月到3月分别上市。SDEX款的飞升自由高达甚至可以与其他模型联动，在拆除部分零件后变成HG版飞升自由高达的远程武器。

### 万代旗下其他品牌
在公开本片中登场机体的塑料拼装模型发售信息的同时，两架主角机体的Metal Robot成品模型玩具也被公布分别在2024年1月和2月发售。在本片登场的SEED系列三大主要角色的S.H.Figuarts可動人偶以及Figuarts mini系列Q版人偶也同步发售。此外，万代还发售了以主角人物为原型的布偶以及吉祥物等周边产品。万代旗下服饰概念品牌STRICT-G为了配合电影上映，也计划于公映日当天开始发售联名周边产品，其中包括带有片中出现的各种元素的T恤衫以及立牌等原创单品。

### 其他品牌合作
本片制作方在2024年1月19日起与日本公共浴场品牌极乐汤开展合作宣传，并公开了片中众主角身披浴衣的视觉图。此外，手机游戏开发商MIXI与本片合作推出了游戏《怪物彈珠》的限时礼包活动，玩家在合作时间内可以有机会获得本片角色的相关礼包。本片中也出现了基拉·大和与拉克丝·克莱因乘坐本田的黄金之翼和鹰11型摩托车，这两款车型也以片中的造型出现在第51届摩托车展上。

## 公映

### 日本公映
本片于2024年1月26日上午6点在日本六大城市最先开始上映，之后在日本全国351家电影院全面上映。自上映第三周的2024年2月9日也计划在MX4D、4DX以及Dolby Cinema等大荧幕格式的电影院上映。

### 海外放映
在上映第三天，制作方在公映纪念记者会上宣布本片计划在56个不同的国家和地区上映。
2023年12月22日，泰国动漫电影发行商JAM宣布将在2024年2月2日到4日间举办的Jamnime电影节上展映包括本片在内的八部电影。本片在日本上映一周后，Sugoi Co宣布本片将在2024年3月14日起在澳大利亚和新西兰的影院内上映。台湾地区预计2024年4月上映。2月23日，羚邦国际正式宣布将在港澳台地区引进本片播映。其中台湾地区将于2024年4月19日上映，包括2D、4DX等多个不同的版本。而香港和澳门地区则预定于4月25日上映。Anime Limited宣布本片将在3月17日在伦敦试映，并在23日登陆英国和爱尔兰的部分影院。马来西亚连锁影院嘉通院线在2024年2月28日宣布本片将于4月4日在马来西亚上映。Odex在2024年3月1日宣布将于3月16日在新加坡国泰影院AMK中心举行本片放映会，正式引进本片。同一天，Odex也宣布本片很快就将在菲律宾上映。最终本片于4月13日起在菲律宾正式上映。Bandai Namco Filmworks在3月初时放出消息称3月31日将在美国市场引进本片，届时将在洛杉矶和纽约市举行首映活动。
本片最初在中国上海举办的活动中公开制作消息，并且同期在当地竖立起了自由高达塑像，由此被认为是制作方重视中国市场的举动。

## 评价与反响

### 公映前

#### 网民反应
制作方发布首支预告片后就引发了各方反响。香港地区的网络社区连登讨论区就引发了热议，有网民表示前作中的基拉·大和和阿斯兰·萨拉等人的战斗力已经远超他人，恐怕没有合适的反派作为对手。也有爱好者联想到在预告片中出现的原本在《SEED》中曾出现但未揭示含义的神秘化石“Evidence 01”，表示本片剧情会否类似《00》剧场版一样与外星人开战。看过首支预告片的网民也指出片段中的机动战士都是3D绘制的，并对此表示担忧。更有用户对拉克丝·克莱因的新造型表示不满，有网民则表示没有看到真·飞鸟出现在首支预告片中，因此他大概率不会在电影中作为重要角色。但也有从这支预告片中有关“自由”和“命运”的标语猜测故事将再次聚焦于基拉·大和与真·飞鸟之间。此后，不少来源不明的消息透露出本片主要还是围绕基拉·大和来开展故事，而阿斯兰·萨拉在片中将面临压力，至于真·飞鸟则是会出手救出基拉·大和。甚至有人爆料片中将再出现一个超级调整者，而基拉·大和此前所驾驶的突擊自由GUNDAM也将被击破，他也由此获得新型号的机动战士。而曾出现在首支预告片中的毁灭GUNDAM也被透露或许会是真·飞鸟所驾驶的意料之外的机动战士。
在第二支预告片发布后，网民们也开始讨论前作第二女主角卡佳里·由拉·阿斯哈的换角风波。尽管制作方第一时间发表声明，但仍有网友表示不理解。在社交平台X上，“卡佳里的声音”（カガリの声）也曾一度进入热点话题前几位。也有网友表示该角色的新配音对比以往“没有违和感”、“很享受”等，而对新配音表示期待。而同样的，“桑岛小姐”、“美琳”、“露娜玛丽亚”等多个相关词汇也上升到了话题榜的前列。虽然在影片公映前，导演福田己津央曾在个人X上公开对卡佳里·由拉·阿斯哈的解说，但由于他对换角风波避而不谈，因此被网友们吐槽。桑岛法子的三度回归也引发了热议，由于前作中她所负责的角色均死于非命，网络上为其新负责角色的命运而担忧。此外，有网友对片中的女性角色都是“潤腸嘴”，以及全部角色都是头大腿短的五头身比例表示不满。网友甚至将男角色也PS上厚嘴唇以示恶搞。有网友注意到在众人一起向某人行礼时，只有真·飞鸟没有行礼，从而引发热议。而GIANT FREAKIN ROBOT的Sean Thiessen则表示，高达系列的电影作品质量忽高忽低，只希望这部作品的质量比起《F91》能更接近《无尽的华尔兹》。在人物设定信息进一步公开后，网络上对各个新角色的身份和背景展开了猜测。
随着第三支预告片的公开，由于没有明确《SEED DESTINY》主角之一的真·飞鸟所驾驶的机体到底是哪一架，网民们表示有所担忧。网络上流传出消息称真·飞鸟在影片中不会被安排驾驶新版命運高達，而是预告片中出现的强人奔流，但也有传言说飞鸟将驾驶不朽正义高达。机体设定公开后，引发了网络上的热议，不少网友认为新机体的设计很好。然而，其中机体的变形设计等细节被观众发现是旧设计方案的再次使用，从而引发对于SEED系列中的科技是否发生了倒退的关注。其中飞升自由的背包就被认为是有着前作救世主高达双炮背包的感觉，而不朽正义高达的背包则被指与獵殺高達相似。部分网民也对片中变形机体都采用大河原邦男典型的变形方案表示不太喜欢。由于预告片中没有出现《SEED DESTINY》中的主角机体的后续版，因此也引发猜测是否会有新机体在影片中下半段出场。随着官方X上公开竞猜格里芬·阿尔巴莱斯特的配音演员真实身份，这名角色公开的台词中到底是指驾驶自由高达的基拉·大和还是击杀自由高达的杀手，也引发了爱好者们的讨论。由此也引发了网络上关于模仿这句台词的各种段子。
第四支预告片以及剧情梗概和各势力图公开后，引发了网民们对本片剧情的猜测。其中就有网友猜测基拉·大和在本片中将因为发现“Foundation”的动机不纯而与拉克丝·克莱因等人分道扬镳。以至于导演福田己津央也站出来发声称其并没有参与预告片的剪辑制作，已经公开的预告片也没有表达出他的本意。正式预告片公开后被网民笑言可能基拉·大和发现被劈腿就是其背叛拉克丝·克莱因的原因。也有网民发现正式预告片中的拉克丝·克莱因在听到奧菲·拉姆·塔奧的话后瞳孔表现不正常，怀疑后者可能是和基拉·大和一样的“超级调整者”，有能力控制前者的心智。其他网民则对“Foundation”旗下的驾驶员没有好感，认为其中6个明显是《SEED》和《SEED DESTINY》时期强化人三人组的劣化版本。甚至在对当时已经公开的信息，网友就整理得出在本片中“Foundation”看起来像是主角团的盟友，但实际很有可能是敌对势力。而针对将在影片中出现的换乘机动战士这一桥段的契机则很有可能是因为敌对方使用的是核能驱动兵器，而主角团所搭乘的则很可能是普通的电池驱动的机动战士。由各机动战士左肩上的标识，网友们猜测并未加入“孔帕斯”的阿斯兰·萨拉可能并未驾驶新登场的机动战士不朽正义高达，而是没有喷涂标识的强攻型脉冲高达Ⅱ型。

#### 制作人员评价
影片完成制作后，导演福田己津央对本片很有信心，表示自己已经看过七、八遍了，并认为观众可以反复观看本片超过20遍。在首映礼上，福田己津央也表示自己并不是想制作一部能“留名青史的作品”而是想制作出“大家都喜欢的作品”。田中理惠在试映中观看了本片后表示太感动了，自己哭的泪腺都快奔溃了。

#### 其他反应
漫画娜塔莉发售的本片上映纪念特辑中声优佐佐木琴子、偶像空野青空、写真偶像东云海等就表示“少女漫画迷一定会喜欢的”，“玛琉才是真正的女主角”，“我崇拜女强人”，展现出对本片系列不可阻挡的喜爱。

### 上映后

#### 观众评价
观看本片后观众们的评价趋向于分化，有些表示从本片“感受到了对SEED的喜爱”、“很高兴角色们和当时一样，而且可以看到他们的成长”。此外也有观众指出本片“浪漫元素太多”、“有些人可能会感到失望，具体取决于他们的感受”等。也有部分网民认为本片“忘本”，是在借鉴了很多其他作品的元素后反而没有了SEED系列原有的味道，但也有人反对这种评价。而多数入场后的日本网民则认为本片完美的回报了所有该系列的忠实爱好者。

#### 制作方评价
饰演片中基拉大和一角的保志总一朗对本片得以上映感慨万千，称本片是“一部充满了18年对高达SEED系列爱的作品”。而饰演片中阿斯兰·萨拉一角的石田彰表示本片是“以爱为主题，但同时也描绘了战争，想办法结束冲突而不得不做被迫出决断”的影片。为本片制作片尾主题曲的梶浦由记表示她一直在等待本系列续作上映，当看过试映后，她感到有一种特别的满足感。上映后，影片发行方松竹表示收到了爱好者们“这是最好的粉丝电影”，“这就是我们想看的高达SEED”，“真的很庆幸我等了20年”等等的感慨。

#### 专业影评
动画新闻网将本片总体评分评为“B+”，称赞了影片中对基拉·大和和拉克丝·克莱因的角色塑造，同时也认可了本片的动画制作，尤其是机动战士打斗场面。然而，评论家批评本片呈现的粉丝福利内容给人的印象是分裂性的，与此前的电视剧版不相符。堺屋大地评价本片有三大看点，包括饱含粉丝福利、精彩的文戏和打戏以及片中对高达系列其他作品的致敬等。
本片上映首日于日本電影評論網站—「雅虎日本」、「映画.com」與「MOVIE WALKER」上分別獲得4.3分、3.5分及4.6分（滿分皆為5分）。Filmarks上的评分则为4.2分（满分5分）。映画.com发布的2024年1月22日至28日访问排行榜中，本片排名由前一周的第52位上升至第1位。

### 票房
在日本國內票房方面，本作在首映當日以约4億日圓登票房榜首，此成績超越了同期上映的《劇場版 SPY×FAMILY CODE: White》。及至上映第二天，本片已经取得累计7.7亿日元票房。1月29日时，本片首周累计票房收入已达10.65亿日元，是《机动战士高达 闪光的哈萨维》的4.164倍。这也使得该片成为自1988年《机动战士高达 逆袭的夏亚》以来高达系列电影中首部首映周末票房突破10亿的电影，同时也是高达系列首映三天票房收入最高的电影。对此，产经新闻预测本片最终票房很可能超过50亿日元。2月4日，在东京新宿皮卡迪利剧院举办活动的欢迎致辞时，导演福田己津央宣布本片票房已超过18亿日元。上映10天后，本片累计票房突破19.65亿日元，创2024年上映电影票房上涨速度纪录。截止2月8日，本片票房累计超过20亿，达到21.2亿日元。然而由于《鬼滅之刃 絆之奇蹟，邁向柱訓練》的上映，本片上映后第二周周末票房仅排名第二位。上映18天后，本片就以26.8亿日元的累计票房超越1982年上映的《机动战士高达III 相逢在宇宙篇》，从而成为高达系列中票房最高的电影。同时本片也以4.49亿日元的周末总票房在上映第三周再次回到周末票房榜首位置。由于2月9日起4DX、MX4D以及杜比影院加入放映本片，给观众提供了逼真的观影体验，上映24天后本片累计获得超过31亿日元的票房。本片由此成为2024年首部突破30亿日元票房的日本电影。上映一个月后，本片累计票房超过34.85亿日元。上映第五周时，本片周末票房为2.26亿日元，从第2名滑落至第4名。上映38天后，本片的累计票房突破37亿日元，当周末票房排行榜上又回到了第3位。上映第七周时，本片累计收入38.8亿日元，周末票房又上升一位到第四名。到了2024年3月20日时本片的累计票房突破40亿。公映59天，也就是第九周时，本片累计票房已经超过41亿日元，但周末票房已经降至第10位。上映66天后，本片累计票房收入达到了42.3亿日元。上映95天后，官方宣布本片累计票房达到45.23亿日元。截止5月22日，本片的累積票房已定格在48.2億日元。在2024年11月初特别版第二款限时上映后，官方公布本片票房达到了50亿日元。算入特别放映后，本片的票房累计达到53.01亿日元。
在观影人数方面，本片上映两天后累计动员约50万人次观影。而3天后，本片已经累计动员达到63.4万人，是《机动战士高达 闪光的哈萨维》同时期的5.028倍。上映9天后，本片共吸引观众112万人次，是2024年日本本土首部观影人数突破100万的电影。10天后就已经累计突破120万人次的观影人数。上映18天后本片已经累计吸引约163万人次进入影院观看。上映24天后有累计超过186万人次进入影院观看过本片。而本片的首月累计观影人数则超过207万人次。公映38天后，本片累计吸引超过220万人次观看。45天后，本片已经累计动员230万人次到影院观看。上映59天后，已经累计有243万人次观看本片。上映66天后，本片吸引的观影人数已经超过250万人次。截止5月22日，本片已累積動員288萬人次到影院觀看。影片特别版第二款限时上映后的11月初，官方公布本片观影人数已经突破300万人次。
本片自2024年4月19日在台湾地区上映，首周就以1003.5万新台币创下了当周新上映影片票房记录，同时也打破了高达系列电影在台湾地区的票房纪录。4月25日在香港上映后也在首日收获141.6万港币的票房，首周票房更是突破300万港币，成为高达系列电影在台湾地区的票房最高纪录。
| 上一届： 《黃金神威》                      | 2024年日本週末票房冠軍 第4週 | 下一届： 《鬼滅之刃 絆之奇蹟，邁向柱訓練》    |
| 上一届： 《鬼滅之刃 絆之奇蹟，邁向柱訓練》 | 2024年日本週末票房冠軍 第6週 | 下一届： 《劇場版 排球少年！！ 垃圾場的決戰》 |

## 关联作品
在特别版第二款公映后，观众发现影片结尾放出了有关名为《机动战士高达 SEED FREEDOM ZERO》的作品相关预告片段。在电影特别版纪念放映会上，制作方表示本作剧本在20年前就已完成，分镜接近一半，最早的分镜其实比《SEED FREEDOM》还要早。制作人仲寿和同时也表示，在20年前原计划本作将以OVA形式进行，但现在具体形式尚未确定。

## 脚注